# Agrís
Agrís (en francès Agris) és un municipi francès situat al departament del Charente i a la regió de la Nova Aquitània. L'any 2007 tenia 804 habitants.

## Demografia

### Població
El 2007 la població de fet d'Agris era de 804 persones. Hi havia 332 famílies de les quals 91 eren unipersonals (67 homes vivint sols i 24 dones vivint soles), 99 parelles sense fills, 122 parelles amb fills i 20 famílies monoparentals amb fills.
La població ha evolucionat segons el següent gràfic:
Habitants censats

### Habitatges
El 2007 hi havia 399 habitatges, 342 eren l'habitatge principal de la família, 22 eren segones residències i 35 estaven desocupats. 376 eren cases i 14 eren apartaments. Dels 342 habitatges principals, 253 estaven ocupats pels seus propietaris, 82 estaven llogats i ocupats pels llogaters i 7 estaven cedits a títol gratuït; 3 tenien una cambra, 19 en tenien dues, 48 en tenien tres, 116 en tenien quatre i 156 en tenien cinc o més. 311 habitatges disposaven pel capbaix d'una plaça de pàrquing. A 162 habitatges hi havia un automòbil i a 165 n'hi havia dos o més.

### Piràmide de població
La piràmide de població per edats i sexe el 2009 era:
| Homes | Edats   | Dones |
| ----- | ------- | ----- |
| 0     | 95 o +  | 0     |
| 0     | 90 a 94 | 4     |
| 0     | 85 a 89 | 8     |
| 0     | 80 a 84 | 0     |
| 20    | 75 a 79 | 24    |
| 12    | 70 a 74 | 28    |
| 20    | 65 a 69 | 40    |
| 20    | 60 a 64 | 16    |
| 8     | 55 a 59 | 16    |
| 24    | 50 a 54 | 32    |
| 48    | 45 a 49 | 20    |
| 24    | 40 a 44 | 32    |
| 24    | 35 a 39 | 16    |
| 20    | 30 a 34 | 24    |
| 32    | 25 a 29 | 16    |
| 8     | 20 a 24 | 8     |
| 28    | 15 a 19 | 20    |
| 16    | 10 a 14 | 20    |
| 20    | 5 a 9   | 16    |
| 12    | 0 a 4   | 12    |

## Economia
El 2007 la població en edat de treballar era de 529 persones, 398 eren actives i 131 eren inactives. De les 398 persones actives 371 estaven ocupades (214 homes i 157 dones) i 28 estaven aturades (7 homes i 21 dones). De les 131 persones inactives 69 estaven jubilades, 31 estaven estudiant i 31 estaven classificades com a «altres inactius».

### Ingressos
El 2009 a Agris hi havia 354 unitats fiscals que integraven 820,5 persones, la mediana anual d'ingressos fiscals per persona era de 16.689 €.

### Activitats econòmiques
Dels 31 establiments que hi havia el 2007, 3 eren d'empreses alimentàries, 9 d'empreses de construcció, 4 d'empreses de comerç i reparació d'automòbils, 2 d'empreses de transport, 2 d'empreses d'hostatgeria i restauració, 1 d'una empresa d'informació i comunicació, 1 d'una empresa financera, 2 d'empreses de serveis, 3 d'entitats de l'administració pública i 4 d'empreses classificades com a «altres activitats de serveis».
Dels 12 establiments de servei als particulars que hi havia el 2009, 2 eren tallers de reparació d'automòbils i de material agrícola, 1 paleta, 3 guixaires pintors, 2 fusteries, 1 lampisteria, 1 electricista, 1 perruqueria i 1 restaurant.
Dels 3 establiments comercials que hi havia el 2009, 1 era una botiga de menys de 120 m² i 2 fleques.
L'any 2000 a Agris hi havia 36 explotacions agrícoles que ocupaven un total de 504 hectàrees.

## Equipaments sanitaris i escolars
El 2009 hi havia una escola elemental integrada dins d'un grup escolar amb les comunes properes formant una escola dispersa.

## Poblacions més properes
El següent diagrama mostra les poblacions més properes.